# 克里瓦帕蘭卡
克里瓦帕蘭卡是北馬其頓克里瓦帕蘭卡市鎮内的城镇及其行政中心。城镇人口数量为14,558人，而整个市镇的人口数量则约为21,000人。